# Y Fornacis
Y Fornacis är en förmörkelsevariabel av W Ursae Majoris-typ (EW) i stjärnbilden Ugnen.
Stjärnan varierar mellan visuell magnitud +13,4 och 13,9 med en period av 0,269909 dygn eller 6,4778 timmar.